# 舒伯特 (消歧义)
舒伯特（Schubert, Schubart, Szubert, Schuberth）可以指：
- 弗朗茨·舒伯特（1797年－1828年）, 奥地利作曲家。
- 雅各·舒伯特（1990年－）, 奥地利男性運動登山者。
- 安德烈·舒伯特（1971年－）, [德國前足球運動員和現任足球教練。
- 迪特尔·舒伯特（1943年－）, 德國男子賽艇運動員。
- 克里斯汀·舒伯特（1739年－1791年）, 德國音樂家、詩人和作家。
- 格兰特·舒伯特（1980年－）, 澳大利亞前男子曲棍球運動員。
- 馬庫斯·舒伯特（1998年－）, 德國足球運動員，司職守門員。
- 达留什·舒伯特（1970年－）, 波蘭男子足球運動員，司職中場。
- 路德维希·舒伯特（1911年－1989年）, 奧地利男子手球運動員。

|  | 本页或本分段罗列了姓氏为「舒伯特 (消歧义)」的人物。 如果是一个指代特定个人的内链将您引导到本页，請考慮修正該人物的名字以將链接指向正確的條目。 |